# Župnija Gomilsko
Župnija Gomilsko je rimskokatoliška teritorialna župnija dekanije Braslovče škofije Celje.
Do 7. aprila 2006, ko je bila ustanovljena škofija Celje, je bila župnija del savinjsko-šaleškega naddekanata škofije Maribor.

## Sakralni objekti
- Cerkev sv. Štefana, Gomilsko (župnijska cerkev)
- Cerkev sv. Krištofa, Grajska vas
- cerkev sv. Matevž, Šmatevž
- Cerkev sv. Ruperta, Šentrupert